# ジョン・マレル
ジョン・マレル（John Murrell, 1945年10月15日 - 2019年11月11日 ）は、アメリカ合衆国生まれのカナダの劇作家。

## 経歴
ジョン・マレルはアメリカ合衆国テキサス州ラボックに生まれた。1968年、テキサス州サウスウェスタン大学で美術学士を取得。その後、カナダのアルバータ州に移った。カナダに移ったのは徴兵制度を逃れるためで、カルガリー大学で学んだ。2002年、カナダ勲章のオフィサー、ならびにアルバータ褒章を受勲した。
ロシア演劇、フランス演劇などの翻訳も手掛ける。

## 作品
- Haydn's Head（1974年）
- Power in the Blood（1975年）
- パレードを待ちながら（Waiting for the Parade, 1977年）
- サラ - 追想で綴る女優サラ・ベルナールの一生（Memoir、1977年）
- Farther West（1982年）
- New World（1984年）
- October（1988年）
- Democracy（1991年）
- The Faraway Nearby（1994年）
- Death in New Orleans（1998年）

## 翻訳した戯曲
- マキャヴェッリ『マンドラゴラ』（1978年）
- チェーホフ『ワーニャ伯父さん』（1978年）
- ラシーヌ『バジャゼ』（1979年）
- チェーホフ『かもめ』（1980年）
- ヴィクトリアン・サルドゥ『Divorçons!』（1983年）
- イプセン『棟梁ソルネス』（1983年）
- ソポクレス『オイディプス王』（1988年）
- キャロル・フレチェット『The Four Lives of Marie』（1996年）
- チェーホフ『桜の園』（1998年）
- ホメーロス『オデュッセイア』（2001年）
- ジャン・コクトー『人間の声』（2004年）

## 日本語訳
- パレードを待ちながら（訳：吉原豊司、彩流社『カナダ戯曲選集（下）』収録）
- サラ - 追想で綴る女優サラ・ベルナールの一生（訳：吉原豊司、彩流社『カナダ戯曲選集 サラ/ハイ・ライフ』収録）